# Leo Spik
Leo Spik est le nom d'une salle de ventes aux enchères située à Berlin, en  Allemagne.
Le 19 décembre 1919 un marchand d'art âgé de 25 ans: Leo Spik ouvrait un magasin d'antiquité au n° 9 de la rue Motzstrasse, à Berlin. Par la suite ce magasin devint une salle de ventes aux enchères et après différents déménagements, elle s'est installée au n° 66 de la célèbre avenue  Kurfürstendamm.
Après avoir dirigé 462 ventes, Leo Spik est décédé durant l'année 1968. La maison de ventes toujours dirigée par une nièce de Leo Spik a fêté son 90e anniversaire en 2009.